# Ilja Gert
Ilja Gideonowicz Gert (ros. Илья Гидеонович Герт, ur. 1895 w Astrachaniu, zm. 21 lutego 1939) – pracownik wywiadu ZSRR, kapitan bezpieczeństwa państwowego.

## Życiorys
Urodzony w rodzinie żydowskiego krawca, 1917 powołany do rosyjskiej armii, został podoficerem, od 1918 członek RKP(b). Od 1919 żołnierz Armii Czerwonej, uczestnik wojny domowej w Rosji, 1920 komisarz sztabu Bucharskiej Armii Czerwonej, 1920-1921 pomocnik komisarza, w tym od 28 września 1920 do 1 stycznia 1921 tymczasowy komisarz wojskowy "Morskiej Dywizji Ekspedycyjnej" 11 Armii, która działając nad Morzem Kaspijskim faktycznie zajęła północny Iran i ogłosiła powstanie "Irańskiej Socjalistycznej Republiki Radzieckiej". Później pracownik aparatu Armii Czerwonej, 1924-1925 sekretarz konsulatu generalnego ZSRR w Meszhedzie (Iran) - rezydent Zarządu Wywiadowczego Armii Czerwonej, 1925-1927 zarządzający sprawami Spółki Akcyjnej "Knigosojuz", od 1927 pracownik Wydziału Zagranicznego OGPU ZSRR, 1928-1929 rezydent OGPU w Ankarze, 1929-1930 pracował w centralnym aparacie Wydziału Zagranicznego (INO) OGPU ZSRR. Od 1930 rezydent INO OGPU w Mandżurii, od 1 kwietnia 1933 p.o. szefa/szef Wydziału 6 INO OGPU ZSRR, od 1935 kapitan bezpieczeństwa państwowego, 1938 pracownik Wydziału 7 GUGB NKWD ZSRR. Odznaczony dwoma Orderami Czerwonego Sztandaru (1922 i 1923).
18 lipca 1938 aresztowany, 21 lutego 1939 skazany na śmierć przez Wojskowe Kolegium Sądu Najwyższego ZSRR pod zarzutem szpiegostwa i rozstrzelany. 28 listopada 1956 pośmiertnie zrehabilitowany.